# 瑞艾芙德 (佛罗里达州)
瑞艾芙德（英語：Raiford），是美国佛罗里达州猶尼昂縣下属的一座城镇。建立于1900年。面积约为1.4平方公里（约合0.5平方英里）。根据2010年美国人口普查，该市有人口255人。论人口在本州排行第391。